# بون-آدرین ژانوت دی مونسی
بون-آدرین ژانوت دی مونسی (انگلیسی: Bon-Adrien Jeannot de Moncey; ۳۱ ژوئیهٔ ۱۷۵۴ – ۲۰ آوریل ۱۸۴۲)، دوک کونلیانو و فرمانده و مارشال فرانسه طی جنگ‌های انقلاب فرانسه و جنگ‌های ناپلئونی بود.